# Jiřina Nekolová
Jiřina Nekolová (30. prosince 1931, Praha – 25. května 2011, Kolín) byla československá krasobruslařka. V roce 1949 emigrovala do Velké Británie, kde po skončení aktivní kariéry vystupovala v různých ledních revuích. Po pádu komunismu se vrátila do Čech.
Na Zimních olympijských hrách 1948 ve Svatém Mořici skončila v závodě jednotlivkyň na 4. místě. Na mistrovství světa skončila v roce 1947 na 10. místě, v roce 1948 na 3. místě, v roce 1949 na 4. místě a v roce 1950 na 8. místě. Na mistrovství Evropy skončila v roce 1947 na 5. místě, v roce 1948 na 4. místě a v roce 1949 na 4. místě.